# Klaus Kobusch
Klaus Kobusch (ur. 15 marca 1941 w Gadderbaum, zm. 12 marca 2025 w Bielefeld) – niemiecki kolarz torowy reprezentujący RFN, brązowy medalista olimpijski oraz srebrny medalista mistrzostw świata.

## Kariera
Pierwszy sukces w karierze Klaus Kobusch osiągnął w 1964 roku, kiedy wspólnie z Willim Fuggererem zdobył brązowy medal w wyścigu tandemów podczas igrzysk olimpijskich w Tokio. W tej samej konkurencji w parze z Martinem Stenzelem zdobył srebrny medal na rozgrywanych w 1966 roku mistrzostwach świata we Frankfurcie. Na mistrzostwach tych Niemcy ulegli jedynie zespołowi francuskiemu w składzie: Daniel Morelon i Pierre Trentin. Razem ze Stenzelem wystartował w tandemach także na igrzyskach olimpijskich w Meksyku, gdzie rywalizację zakończyli na piątej pozycji. Ponadto wielokrotnie zdobywał medale torowych mistrzostw kraju, w tym dziesięć złotych.